# Коррегу-Фунду
Коррегу-Фунду (порт. Córrego Fundo) — муниципалитет в Бразилии, входит в штат Минас-Жерайс. Составная часть мезорегиона Запад штата Минас-Жерайс. Входит в экономико-статистический микрорегион Формига. Население составляет 5591 человек на 2006 год. Занимает площадь 105,387 км². Плотность населения — 53,1 чел./км².

## Статистика
- Валовой внутренний продукт на 2003 год составляет 53 810 281,00 реалов (данные: Бразильский институт географии и статистики).
- Валовой внутренний продукт на душу населения на 2003 год составляет 9961,18 реалов (данные: Бразильский институт географии и статистики).
- Индекс развития человеческого потенциала на 2000 год составляет 0,730 (данные: Программа развития ООН).